# Søhøjlandet
Søhøjlandet (meer-hoogland) is een relatief hooggelegen merengebied in Denemarken, gelegen ten westen van Aarhus nabij de plaats Ry.
Het gebied wordt beheerd als een natuurgebied en het wordt gekenmerkt door een veelheid aan meren, waarvan Mossø het grootste is. Er zijn uitgestrekte bossen, welke 30% van de oppervlakte uitmaken, en ook heidevelden en kleine weilanden. Veel van de meren worden verbonden door de Gudenåen, de langste rivier van Denemarken. Het meer Slåensø bevat het schoonste water van Denemarken. De Himmelbjerget, 147 meter hoog, is de markantste heuvel in dit gebied. Het langeafstandswandelpad Himmelbjergruten loopt door het gebied.

## Galerij
Typische landschappen van Søhøjlandet:

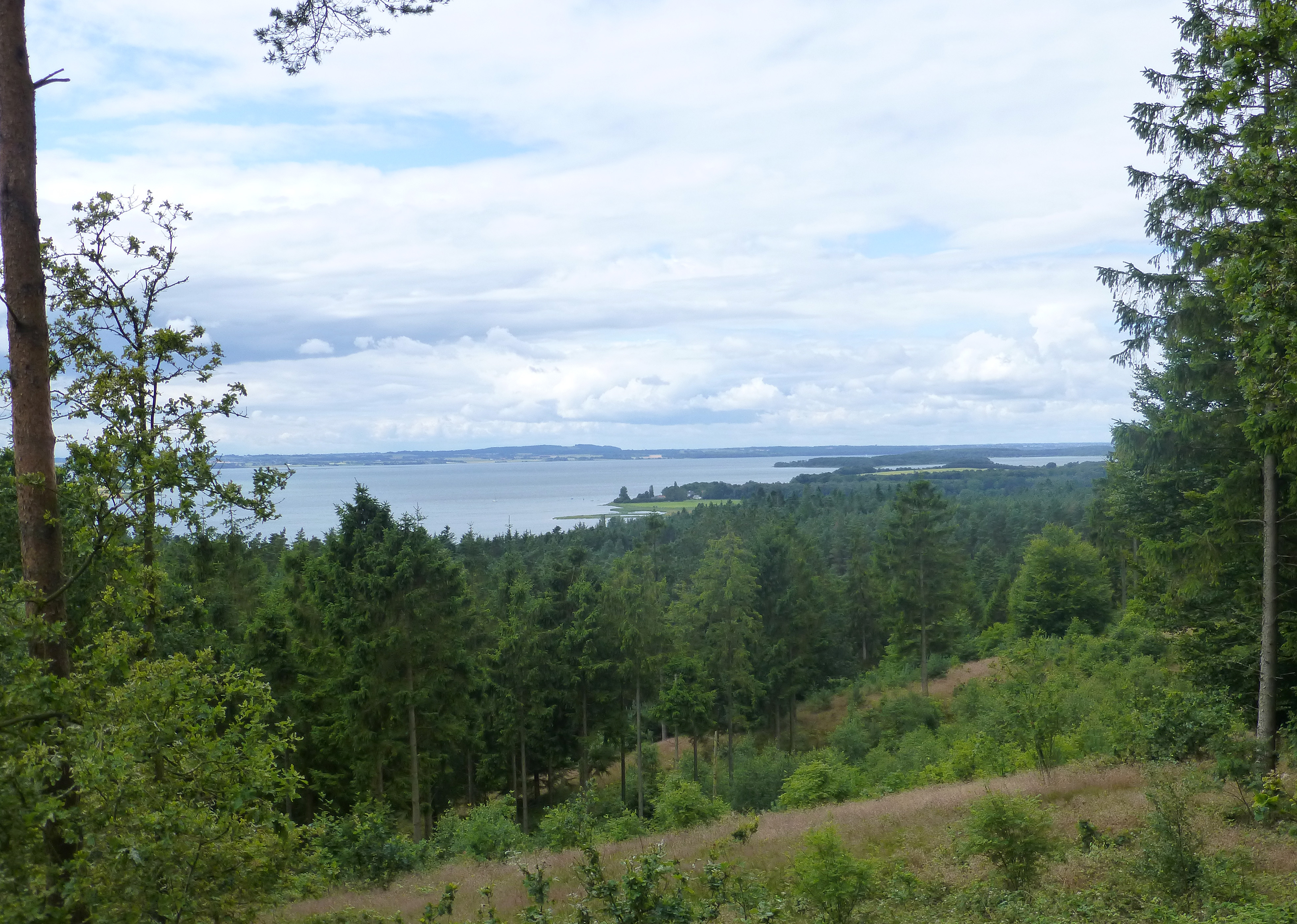
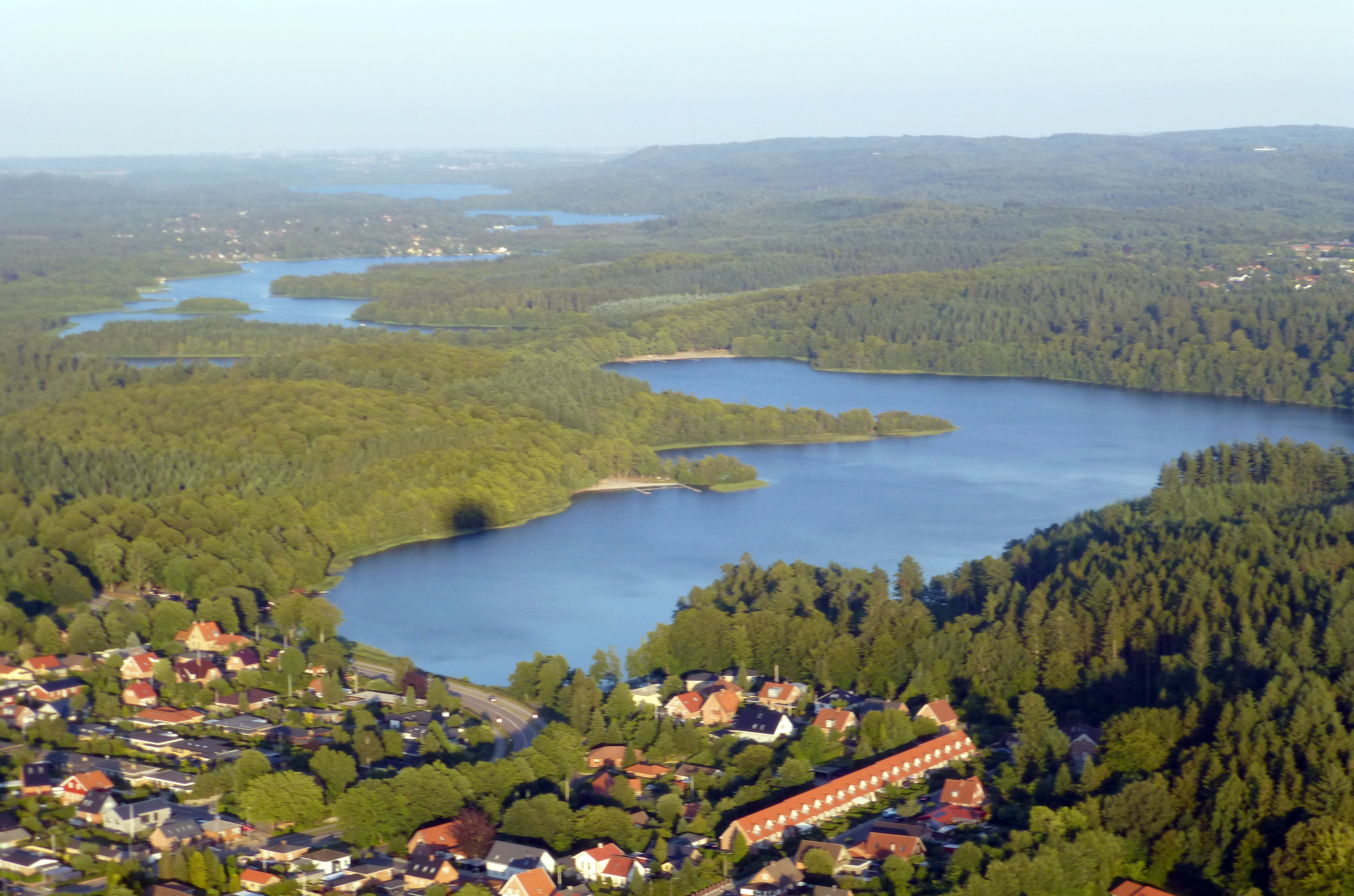
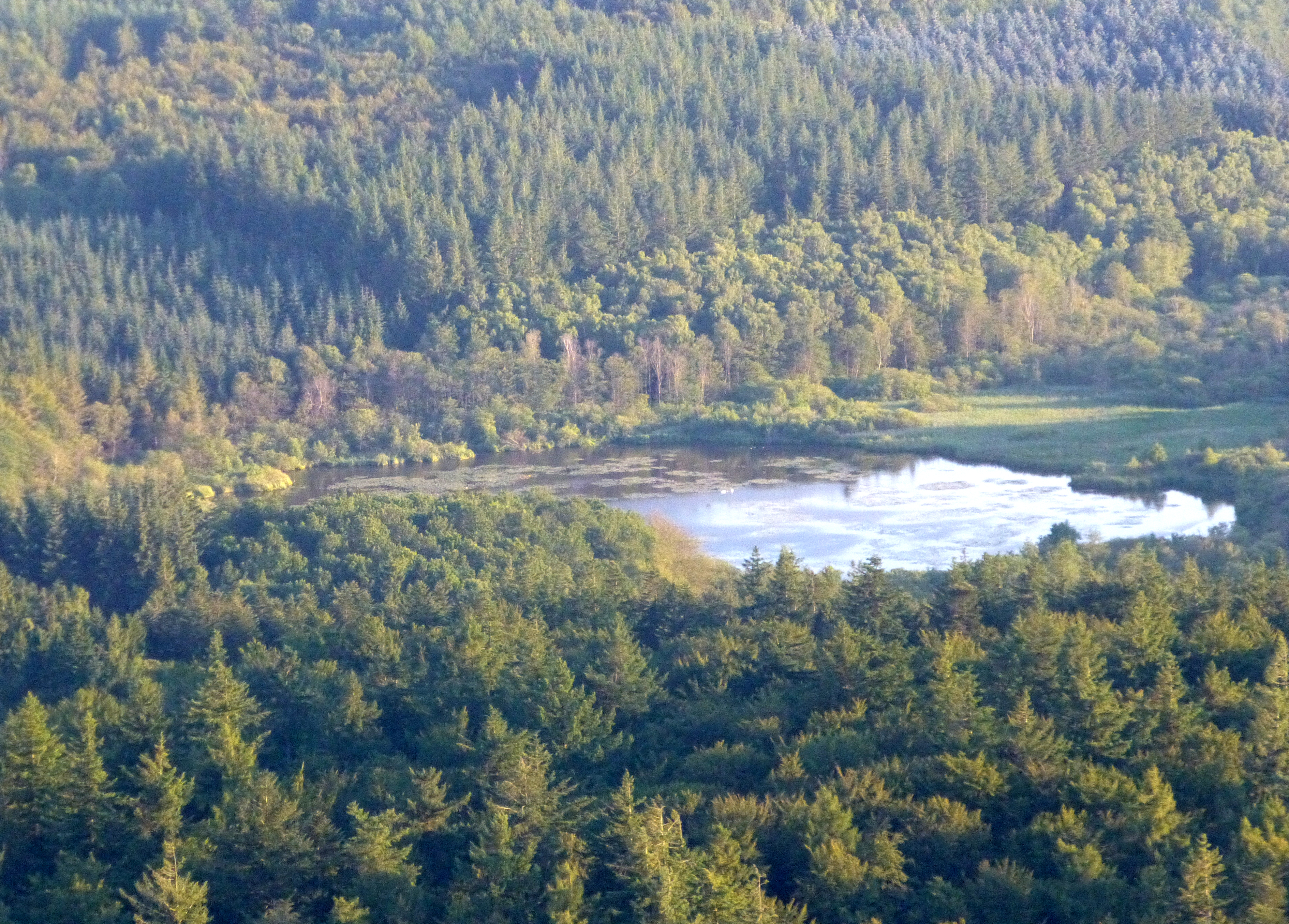
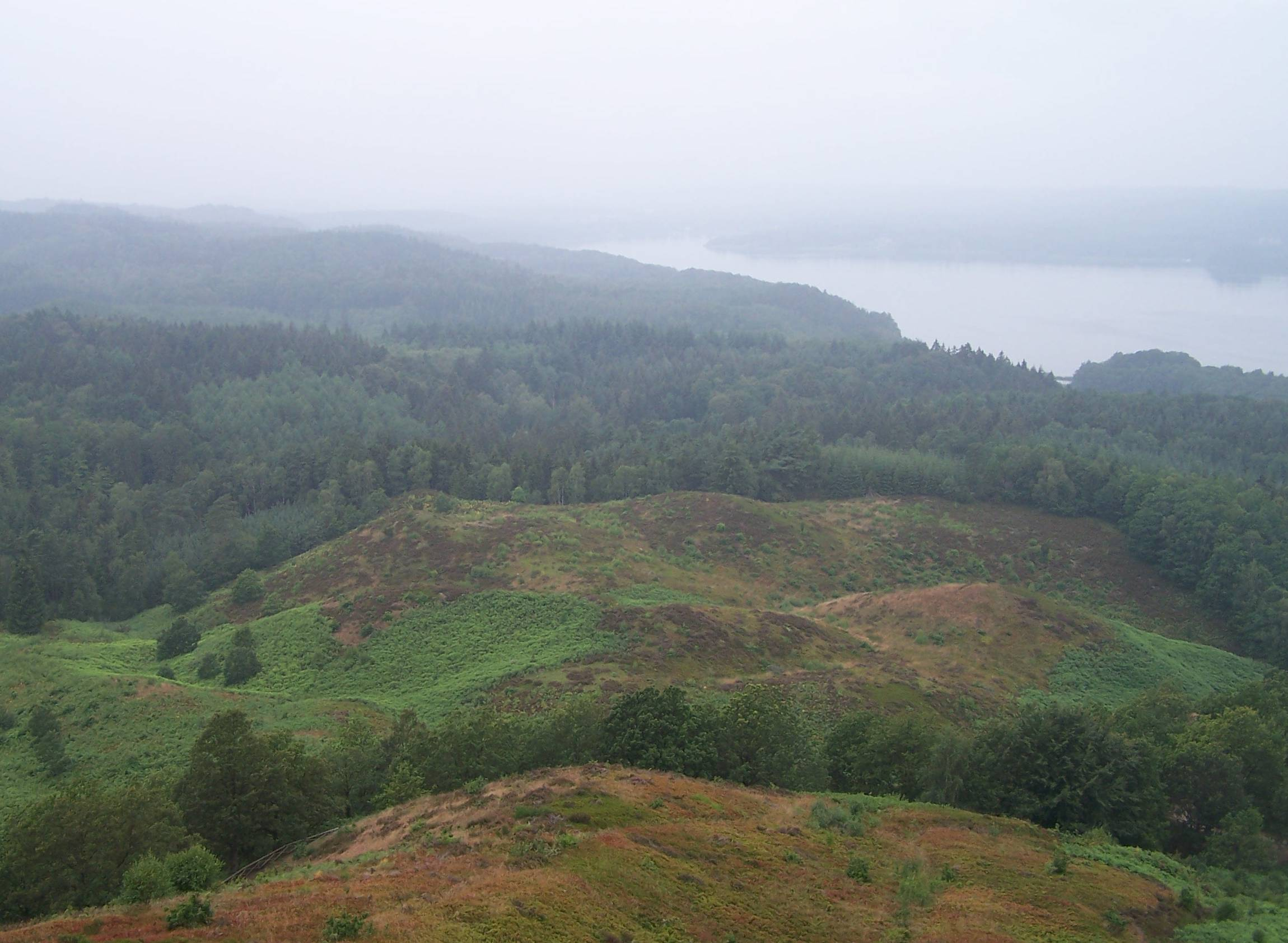
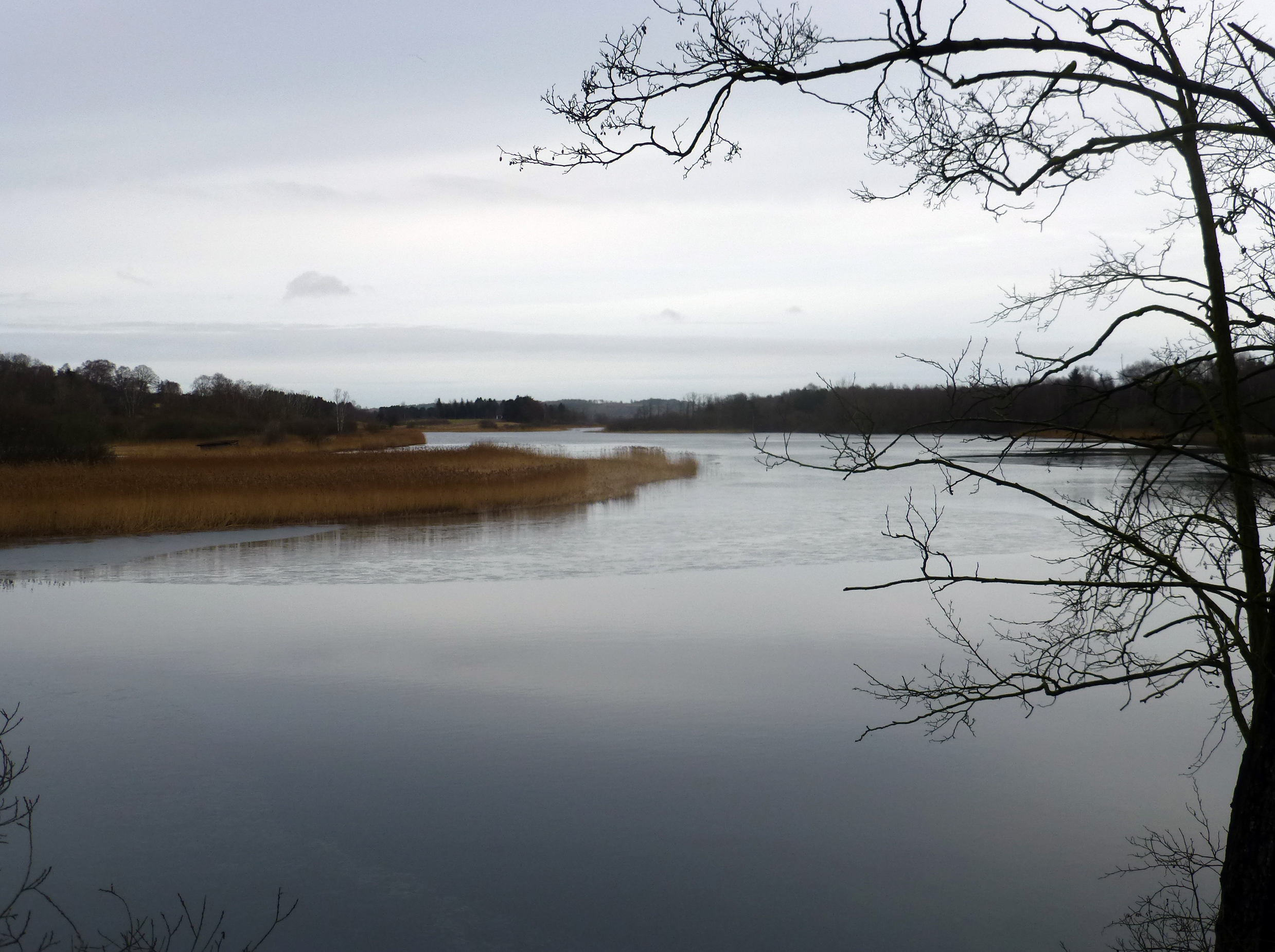
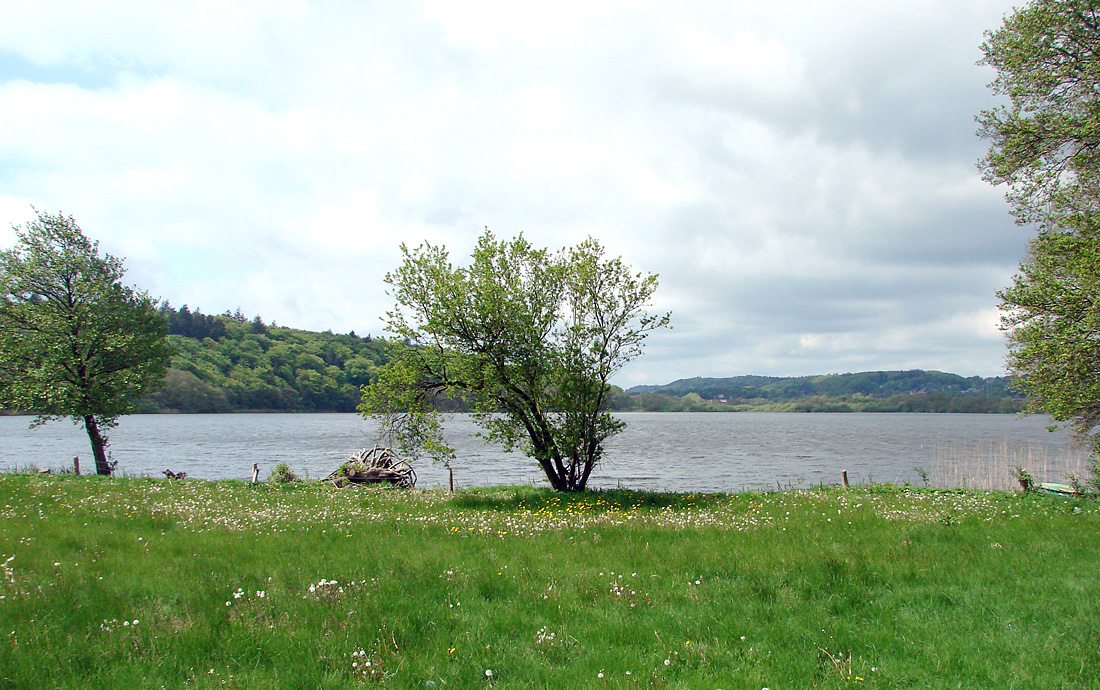
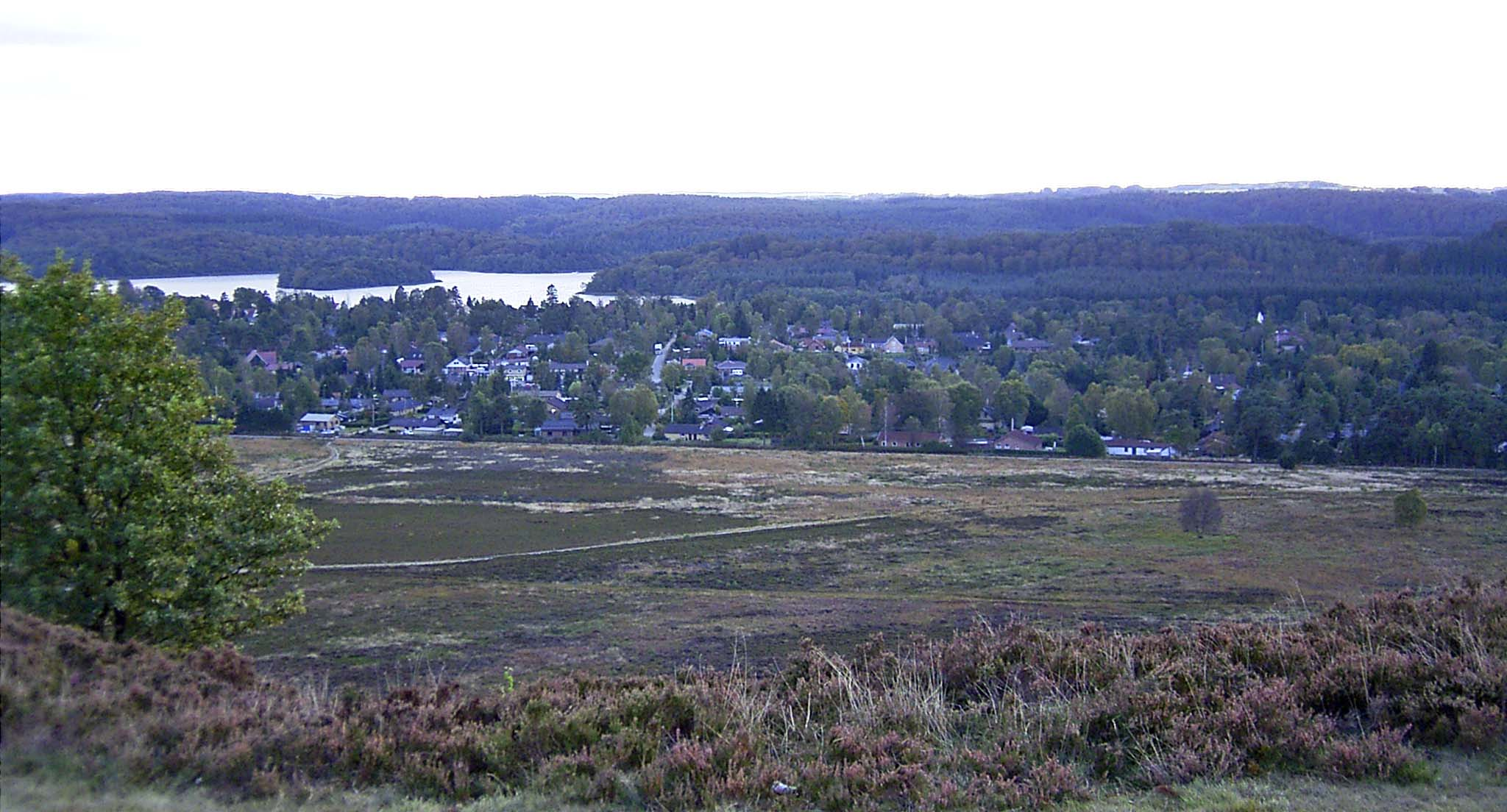